# پرایمارک
پرایمارک (انگلیسی: Primark، در ایرلند با عنوان penneys) یک خرده‌فروشی لباس بین‌المللی و از شرکت‌های تابعهٔ اسوسیتد بریتیش فودز است. دفتر مرکزی این شرکت واقع‌در دوبلین است.
تعداد فروشگاه‌های پرایمارک در این کشورها از این قرار است:
| کشور                | تعداد فروشگاه |
| ------------------- | ------------- |
| انگلستان            | ۱۵۴           |
| اسپانیا             | ۵۲            |
| ایرلند              | ۳۶            |
| آلمان               | ۳۲            |
| هلند                | ۲۰            |
| فرانسه              | ۲۰            |
| پرتغال              | ۱۰            |
| ایالات متحده آمریکا | ۱۳            |
| اتریش               | ۵             |
| بلژیک               | ۵             |
| ایتالیا             | ۱۴            |